# ラース島
ラース島（ラースとう、ノルウェー語: Larsøya, 英語: Lars Island）は、南大西洋の亜南極に浮かぶノルウェー領の無人島である。ブーベ島の属島であり、島の名前はノルウェーの探検家ラース・クリステンセンに由来する。南西にはホーン岩礁がある。北東にはモッテ海峡を挟んでカトー岬がある。